# Пальчевський Богдан Олексійович
Богдан Олексійович Пальчевський (род. 22 листопада 1944 року) — український науковець, інженер-механік, доктор технічних наук, професор, завідувач кафедри упаковки і автоматизації виробничих процесів Луцького національного технічного університету з 2000 по 2017 роки.

## Біографія
Народився 22 листопада 1944 року в селі Качанівка нині Тернопільського району Тернопільській області. Закінчив в 1961 році із золотою медаллю середню школу в м. Львові, в 1967 році отримав спеціальність інженера-механіка в Львівському політехнічному інституті. Пройшов творчий шлях від інженера-конструктора, потім інженера дослідної лабораторії Львівського об'єднання «Електрон», аспіранта, старшого наукового співробітника, завідувача науково-дослідної лабораторії, потім старшого викладача і доцента кафедри технології машинобудування Львівського політехнічного інституту.
У 1979—1983 роках був відряджений для викладання за кордоном під егідою ЮНЕСКО (Туніс), в 1985-89 роках виконував спільну роботу з колегами з Цвіккау (Німеччина), з 1992 по 1996 роки повторно був на викладацькій роботі в Тунісі на посаді професора Національної інженерної школи Тунісу, де підготував двох кандидатів наук.
У січні 2000 року був запрошений ректором Луцького національного технічного університету для створення кафедри упаковки і автоматизації виробничих процесів. Одночасно обіймав посаду проректора з міжнародних зв'язків Луцького національного технічного університету.
З 2000 по 2017 рік — завідувач кафедри упаковки і автоматизації виробничих процесів Луцького національного технічного університету.
З 2017 по 2019 — професор кафедри прикладної механіки Луцького національного технічного університету

## Наукова робота
У 1972 захистив кандидатську дисертацію за тематикою автоматизації нанесення покриттів, попередньо виготовлених у вигляді плівки, на елементи приладів.
У 1999 -докторскую дисертацію на тему «Моделювання та автоматизація технологічних процесів виготовлення штучних виробів з легкоповреждаемих напівфабрикатів».
Є автором 16 монографій і навчальних посібників і понад 310 наукових праць та 60 винаходів.

## Результати наукових досліджень
Під керівництвом Б. А. Пальчевського розроблено, виготовлено та впроваджено у виробництво для підприємств Міноборони СРСР і для підприємств сучасної України ряд машин, автоматів і автоматичних ліній, які працюють по теперішній час, серед них:
- технологічна лінія для виготовлення катодно-підігрівальні вузла з малим часом готовності, яка включає три оригінальних технологічних машини (технологія, лінія і конструкція технологічних машин, які захищені закритими а.с. СРСР), м Новосібірськ, РФ.
- ряд машин для виготовлення спеціальних прецизійних композитних нікелегубчастих, керамічних і інших плівок (мм. Львів — Україна, Санкт-Петербург — РФ).
- перша на Західній Україні гнучка автоматизована дільниця із 8-ми спеціально розроблених РТК для групової токарного обробки групи з 28 мідних деталей для потужних генераторних електронних приладів в формі тіл обертання з річною програмою 270500 деталей. Сумарний річний економічний ефект від впровадження перевищив 600 тис. крб. в цінах 1990 року.
- виконано ряд держбюджетних науково-дослідних робіт, що стосуються дослідження та розробки засобів автоматизації пакувального виробництва, а саме розроблена методика і програма оптимізаційного синтезу структури автоматизованих ліній і машин-автоматів упаковки, методика і програма оптимізаційного синтезу структури гнучких виробничих систем упаковки.
- виконано ряд госпдоговірних науково-дослідних робіт, що стосуються розробки та виготовлення засобів автоматизації фінішної обробки кульових елементів запірної арматури діаметром 75-100 мм, машини для пакування габаритних вантажів, а також модернізації пакувального обладнання для упаковки сипучих матеріалів.
- розроблений спосіб безперервного інформаційного контролю алкогольної продукції при її виробництві, переміщенні і реалізації, захищений 4 патентами України.

Б. О. Пальчевський підготував двох науково-педагогічних кадрів вищої кваліфікації у Вищій інженерній школі Тунісу і підготував ряд науково-педагогічних кадрів вищої кваліфікації в Луцькому національному технічному університеті зі спеціальностей 05.13.07 — автоматизація процесів керування, 05.13.06 — інформаційні технології і 05.02.02 — машинознавство. Всі підготовлені науково-педагогічні кадри працюють в сфері вищої освіти за кордоном і в Україні.

## Окремі наукові публікації
1. Пальчевский Б. А., Кодра Ю. В., Завербный А. Р. Механизация технологического процесса загрузки подогревателей в керамическую плёнку// Электронная техника. Серия 7: Технология, организация производства и оборудование.- 1977.- Вып.4(83).- С. 84-88.
2. Пальчевский Б. А. Синтез многооперационного технологического оборудования на примере нанесения толстых пленок // Электронная техника. Серия 7: Технология, организация производства и оборудование.- 1981.- Вып.5.- С. 20-26.
3. Пальчевский Б. А. Определение надежности самовосстанавливаемой гибкой производственной системы // Механизация и автоматизация производства.- 1988.- № 9.- С. 32-34.
4. Пальчевский Б. А., Жагаляк Н. Н., Зафийовский Р. Ю. Автоматизация процесса изготовления сложных пластинчатых деталей// Кузнечно-штамповочное производство.-1991.- № 1.- С. 35-36.
5. Пальчевский Б. А., Пеклич З. И., Гонтаревский С. И., Ступницкий В. В. Обеспечение рационального использования оборудования ГПС // Станки и инструмент.- 1989.- № 11.- С. 4-6.
6. Palczewski B.A. Wyznaczanie niezawodnosci automatycznego systemu montazowego // Zeszyty naukowe Politechniki Rzeszowskiej: Mechanika, z. 33.- 1992.- NR 97.- C.41-48.
7. Пальчевський Б. О. Технологія структурного проектування технологічних комплексів // Оптимізація виробничих процесів і технічний контроль у машинобудуванні і приладобудуванні: Вісн. Нац. ун-ту «Львів. політехн.».- Львів: Вид-во Львівської політехніки, № 746, 2012.- С. 201—206.
8. Palchevskyi B., Varanitskyi T. Analisys of variability of the family of packages and thew versatile packaging machine design // Applied computer science, Journal of science.-Lublin: Lublin university of technology, 2012, Vol.8, No 2, p.22-32.
9. Пальчевський Б. О. Інформаційні технології керованого синтезу синтезу функціонально-модульної структури технологічного обладнання // Технологічні комплекси: Науковий журнал.- Луцьк: видавництво Луцького НТУ, 2013, № 1(7), с.19-28.
10. Пальчевський Б. О., Крестьянполь Л. Ю. Модель порівняльного аналізу ціноутворення горілчаної продукції з урахуванням вартості системи захисту від фальсифікації // Актуальні проблеми економіки, № 10 (184), 2016.-с.444-452 (Скопус — індекс 0,124, індекс Хірша=6)
11. B.Palchevskyi, A. Swic, H. Krestyanpol . INCREASING EFFICIENCY OF FLEXIBLE MANUFACTURING SYSTEMS BASED ON COMPUTER PRODUCT GROUPING // Advances in Science and Technology Research Journal, Volume 12, Issue 2, June 2018, pages 6–10 — DOI: 10.12913/22998624/92093 (WOS)
12. B.Palchevskyi, O.Krestianpol, L. Krestianpol. Principles of designing and developing intelligent manufacturing systems of packaging — 3 //// Machines, technologies, materials, International journal for science, technics and innovations for the industry.-Sofia: Union of Mechanical Engineering «Industrie 4.0», 11/ 2017, p.515-519
13. B.Palchevskyi. IMPROVING THE EFFICIENCY OF INTELECTUAL PACKAGING SYSTEMS // Technological complexes.-Scientific journal.- Lutsk: Lutsk national technical university, 2018, № 1(15).- p.4-14.
14. B.Palchevskyi. DIGITAL MODELS APPLICATION IN INTELECTUAL PACKAGING MANUFACNURING //// Machines, technologies, materials, International journal for science, technics and innovations for the industry.-Sofia: Union of Mechanical Engineering , 11/ 2018, p.453-457.
15. Пальчевський Б. О. Класифікація і аналіз технологічних машин за характером взаємодії їх робочих і інформаційних процесів // Технологічні комплекси.-Науковий журнал.- Луцьк: Видавн-во Луцького НТУ, 2019, № 1(16).-с.5-20.- DOI: 10.36910/2312-0584-16-2019-01
16. B.Palchevskyi, O.Krestianpol, L. Krestianpol. THE USE OF ANYLOGIC SYSTEM FOR MODELLING A FLEXIBLE AUTOMATED PACKING SYSTEM IN TRAINING ENGINEERING STUDENTS // Information Technologies and Learning Tools, 2020, Vol.75,N 1, p.225-236. — ORCID ID 0000-0002-4000-4992.- DOI: https://doi.org/10.33407/itlt.v75i1.2714 (WOS)

## Навчальні посібники
1. Пальчевський Б. О., Крестьянполь О. А., Бондарчук Д. В. Розрахунок функціональних пристроїв пакувальних машин.-Луцьк: Вежа-Друк, 2014.-264 с.
2. Пальчевський Б. О., Крестьянполь О. А., Валецький Б. П., Бондарчук Д. В., Рак В. С. Основи САПР пакувального обладнання.- Луцьк: РВВ ЛНТУ, 2008.- 154 с.
3. Пальчевський Б. О. Автоматизація технологічних процесів (виготовлення і пакування виробів): Навчальний посібник.-Львів: Світ, 2007.-392 с.
4. Пальчевський Б. О. Дослідження технологічних систем. Навчальний посібник — Львів: Світ, 2001.- 238с.
5. Пальчевський Б. О. Технологічні основи гнучкого автоматизованого виробництва: Навчальний посібник.- Львів: Світ, 1994.- 208 с.
6. Пальчевский Б. А. Научное исследование: объект, направление, метод.- Львов: Вища школа. Изд-во при Львов. ун-те, 1979.- 180с.

## Наукові монографії
1. Palchevskyi B. Construction principles of integrated computer-aided design of technological machines // Monografie: Modelowanie i sterowanie systemami wytworczymi.-Lublin: Politechnika Lubelska, 2015, p.29-39.
2. Пальчевський Б. О., Крестьянполь О. А., Крестьянполь Л. Ю. Інформаційні технології в проектуванні системи захисту пакованої продукції.-Луцьк: Вежа-Друк, 2015.-160 с.
3. Palchevskyi Bogdan, Antoni Swic, …Komputerowo zintegrowane proektowanie elastycznych systemow produkcyjnych: monografia.-Lublin: Politechnika Lubelska, 2015.-376 p.
4. Palchevskyi B. Construction principles of integrated computer-aided design of technological machines // Monografie: Modelowanie i sterowanie systemami wytworczymi.-Lublin: Politechnika Lubelska, 2015, p.29-39.
5. Пальчевський Б. О., Крестьянполь О. А., Крестьянполь Л. Ю. Інформаційні технології в проектуванні системи захисту пакованої продукції.-Луцьк: Вежа-Друк, 2015.-160 с.
6. Інформаційне забезпечення гнучких виробничих систем: монографія //Богдан Пальчевський, Антоні Швіц, Володимир Павлиш та інші; За заг. ред. Богдана Пальчевського і Антоні Швіца.-Луцьк: Вежа-Друк, 2014. — 344 с.
7. Пальчевський Б. О., Шаповал О. М., Великий О. А. Оптимізаційний синтез функціонально-модульної структури пакувального устаткування: монографія / за ред. проф. Пальчевського Б. О.-Луцьк: Луцький НТУ, 2013.-165 с.
8. Palchevskyi B. Information Aspects of Optimisation Synthesis of Functional-Modular Structure of Technological Equipement // Monografie: Optimization of Production Process.-Lublin: Politechnika Lubelska, 2013, p.75-89.
9. Palchevskyi B., Varanitskyi T. Genetic-Based Approach to the Functional Modular Structure Design of Packaging Machines // Monografie: Computer Aided Production Engineering.-Lublin: Politechnika Lubelska, 2013, p.20-31.
10. Пальчевський Б. О. Інформаційні технології проектування технологічного устаткування.- .-Луцьк: РВВ Луцького НТУ, 2012.-572 с.

## Членство в організаціях
професор Б. А. Пальчевський є:
- дійсним членом громадянського об'єднання Національної Академії Наук вищої освіти України;
- дійсним членом Підйомно-транспортної Академії наук України;
- членом Клубу пакувальників України;
- членом двох спеціалізованих вчених рад по захисту докторських і кандидатських дисертацій;
- відповідальним редактором наукового журналу «Технологічні комплекси» Луцького національного технічного університету;
- членом редакційної колегії міжнародного журналу «Applied computer science» (м. Люблін, Польща);
- членом редакційної колегії журналу «Упаковка» (м. Київ);
- членом редакційної колегії міжвузівського вісника «Наукові нотатки» (м. Луцьк);
- членом редакційної колегії міжвідомчого науково-технічного збірника «Автоматизація виробничих процесів у машинобудуванні та приладобудуванні» Національного університету «Львівська політехніка»;
- членом редакційної колегії науково-технічного збірника «Товарознавча експертиза» (м. Луцьк).
- членом правління громадського об'єднання «Східноукраїнська наукове товариство» (м. Луцьк).

## Нагороди
- Медаль Ярослава Мудрого, (2016 рік).
- Почесне звання «Заслужений діяч науки і техніки України» (Указ Президента України від 2015 року).
- Почесне звання «Заслужений професор Луцького національного технічного університету» (2014 рік).
- Лауреат обласної премії в галузі науки Волинської обласної ради (2013 рік).
- Нагорода «Відмінник освіти України» (2006, Україна).
- Знак «Изобретатель СССР» (1986 рік).
- Золотая медаль  по закінченню середньої школи в м. Львові (1961 рік).